# Altantsögts
Altantsögts (mongol : ᠠᠯᠲᠠᠨᠴᠥᠭᠦᠴᠡ
ᠰᠤᠮᠤ, cyrillique : Алтанцөгц сум, MNS : Altantsögts sum) est un sum du aïmag de Bayan-Ölgii, à l’extrémité Ouest de la Mongolie, principalement peuplée de Kazakhs.

## Origine du Nom
Altantsögts signifie littéralement, la coupe (tsögts) d'or (altan).